# Cycloctenus fiordensis
Cycloctenus fiordensis là một loài nhện trong họ Deinopidae.
Loài này thuộc chi Cycloctenus. Cycloctenus fiordensis được miêu tả năm 1979 bởi Raymond Robert Forster.